# Базовское сельское поселение
Базовское сельское поселение — упразднённое муниципальное образование в Ольховатском районе Воронежской области.
Административным центром поселения является посёлок Большие Базы.

## География
Базовское сельское поселение расположено в юго-восточной части Ольховатского района, Воронежской области и граничит с территориями Ольховатского поссовета, Заболотовского СП, Шапошниковского СП, Степнянского и Марченковского сельских поселений, имеет общую площадь 59,5 км².

## История
История поселения начинается с далекого 1917 года, когда в Ольховатской волости Острогожского уезда Воронежской губернии была установлена Советская власть. На основании Постановления Совета Народных Комиссаров РСФСР от 24 декабря 1917 года в селах начали создаваться сельские Советы, в 1918 году в слободе Ольховатка были образованы два сельских Совета — Базовский и Ольховатский.
В 1979 году, на основании решения № 700 от 11 октября 1979 года, Воронежского областного Совета народных депутатов был образован Заболотовский сельский Совет народных депутатов, то есть часть территории Базовского сельского Совета была передана Заболотовскому сельскому Совету. В Базовский сельский Совет вошли Малые и Большие Базы.
После событий августа 1991 года началась реорганизация органов государственной власти. 12 декабря 1991 года Глава администрации Воронежской области подписал постановление № 50 «О реорганизации государственного управления в области». Это постановление упразднило исполнительные комитеты, а исполнительная власть передана Главам администраций.
Ранее Базовское сельское поселение являлось одним из крупных поселений Ольховатского района, его численность составляла 4093 человека.
Законом Воронежской области от 2 октября 2013 года № 118-ОЗ, Ольховатское городское поселение, Базовское и Заболотовское сельские поселения преобразованы путём объединения в Ольховатское городское поселение с административным центром в рабочем посёлке Ольховатка.

## Административное деление
В состав Базовского сельского поселения входят:
- посёлок Большие Базы,
- посёлок Малые Базы.